# コンターマシン

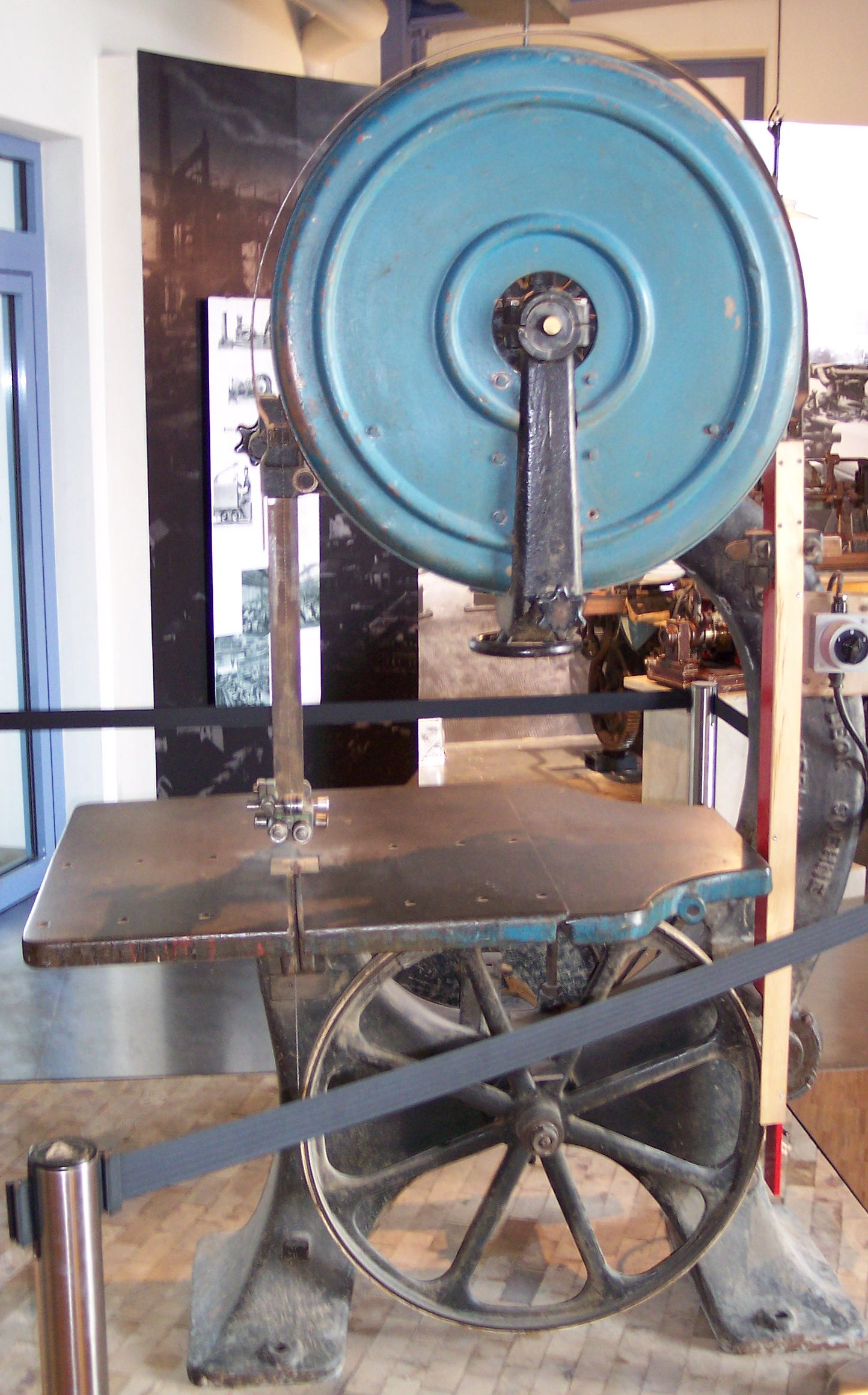
帯鋸盤

コンターマシン（工業の時はコンタマシンという）（英語：band saw）とは、帯鋸（のこぎり刃がついた輪状の工具）で、板金を切断するための工作機械である。帯鋸盤、バンドソーとも呼ばれる。コンター （contour）とは輪郭のことで、板に描いた線に従って板など加工品を動かして外形を加工するのに用いる。